# Neoserica senegalensis
Neoserica senegalensis är en skalbaggsart som beskrevs av Brenske 1901. Neoserica senegalensis ingår i släktet Neoserica och familjen Melolonthidae. Inga underarter finns listade i Catalogue of Life.